# Mikkel Thygesen
Mikkel Thygesen (Copenaghen, 22 ottobre 1984) è un ex calciatore danese, di ruolo centrocampista, attuale tecnico del Roskilde.